# Besserer (schwäbisches Adelsgeschlecht)

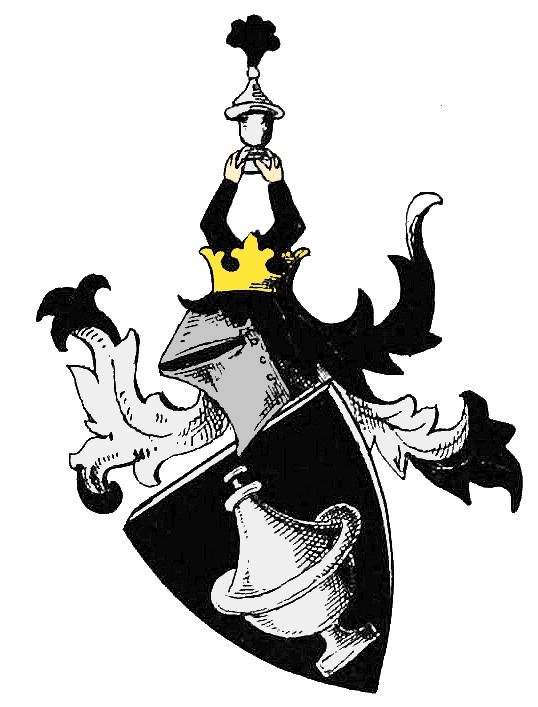
Stammwappen der Besserer von Thalfingen

Besserer, später Besserer von Thalfingen, ist der Name eines alten schwäbischen Adelsgeschlechts. Die Familie, deren letzter Zweig zu Beginn des 21. Jahrhunderts im Mannesstamm erlosch, war ursprünglich ein Stadtadelsgeschlecht der Freien Reichsstadt Ulm.
Eine Verwandtschaft mit den aus Überlingen stammenden, preußischen Besserer (von Dahlfingen) ist nicht bekannt.

## Geschichte

### Herkunft
Nach einer Überlieferung der Familie, die das Gothaische Genealogische Taschenbuch und Kneschke übernehmen, wird die Familie bereits im Jahre 1212 mit Georg Besserer als Herr der Burg Bußmannshausen (bei Schwendi, Landkreis Biberach) urkundlich genannt. Im Ortswappen von Bußmannshausen erscheint noch heute ein Kelch, den auch die Besserer in ihrem Wappen führten. Demnach kamen die Besserer erst mit Georgs Sohn Heinrich in die Freie Reichsstadt Ulm.
Nach dem Genealogischen Handbuch des Adels wird das Geschlecht mit Ulricus Bezzerarius am 21. Juli 1264 erstmals in einer Urkunde erwähnt. Ulrich erscheint in dem Dokument als Zeuge des Augsburger Bischofs Hartmann von Dillingen. Die ununterbrochene Stammreihe der Familie beginnt mit Hainricus dictus Besserer, der von 1296 bis 1309, auch als Hainrich der Bezzerer, urkundlich erscheint. Der Ulmer Bürgermeister Eitel Eberhard Besserer, er starb 1575, erwarb Thalfingen nahe Ulm (heute ein Ortsteil von Elchingen) und nannte sich seit dem Besserer von Thalfingen.

### Ausbreitung und Linien
Walther und Werner Besserer erscheinen 1268 und 1293 in Urkunden des Klosters Salmannsweiler. Mit Otto stellten die Besserer 1358 erstmals den Bürgermeister von Ulm. Ihm folgten zahlreiche weitere Angehörige in diesem Amt. So unter anderem Heinrich Besserer 1361, der am 5. April 1372 als Stadthauptmann fiel und Konrad Besserer 1386, er fiel 1388 als Stadthauptmann in der Schlacht bei Döffingen. Heinrich Besserer († um 1414) stiftete die Besserer-Kapelle im Ulmer Münster. Sie wurde bis 1429 von Werkmeister Hans Kun geschaffen. Wilhelm Besserer erscheint 1476 als Bürgermeister von Ulm. Wilhelm († 1503) war 1488 bis 1500 Hauptmann des Schwäbischen Bundes.

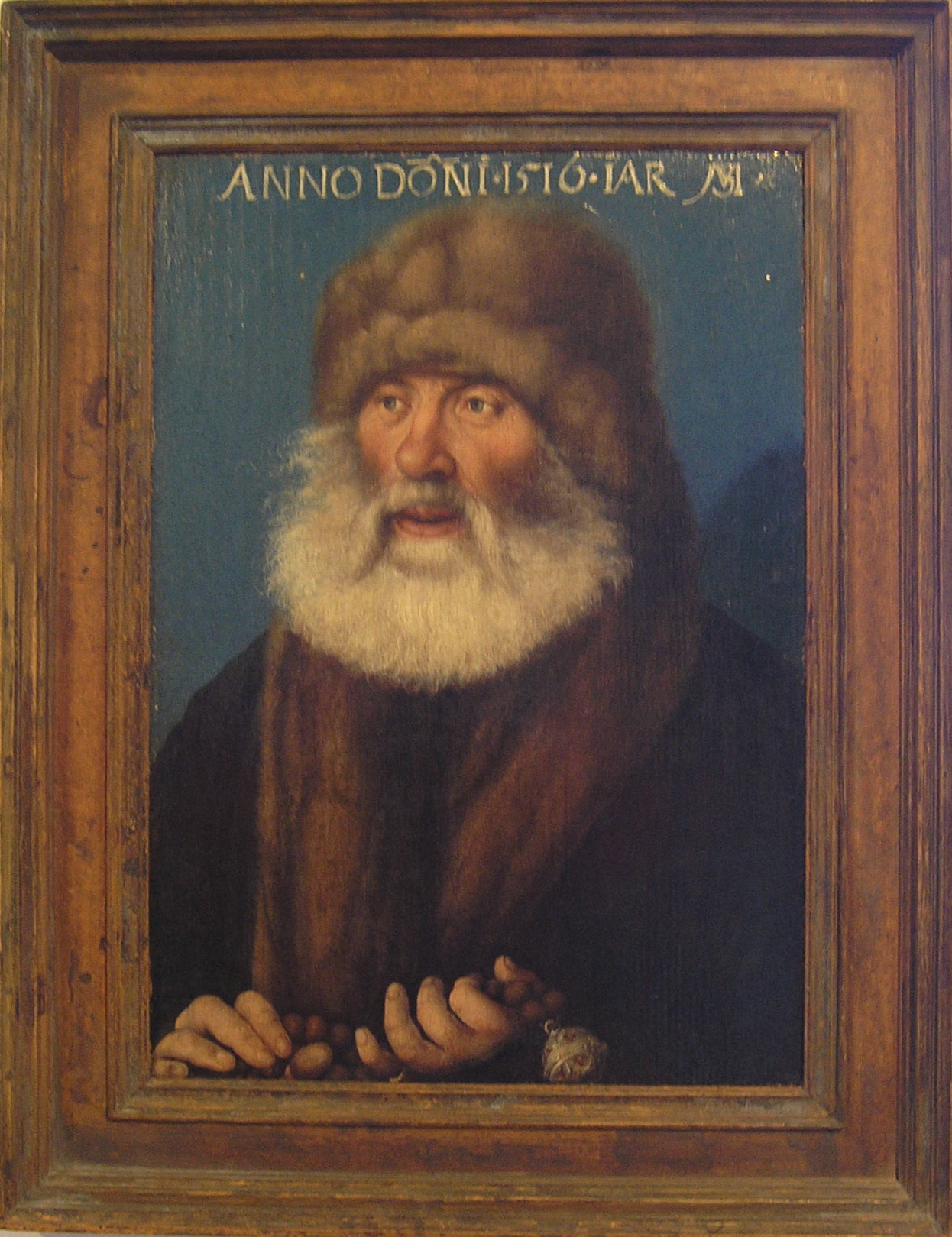
Eitel Besserer zu Rohr (1450–1533), von Martin Schaffner, 1516

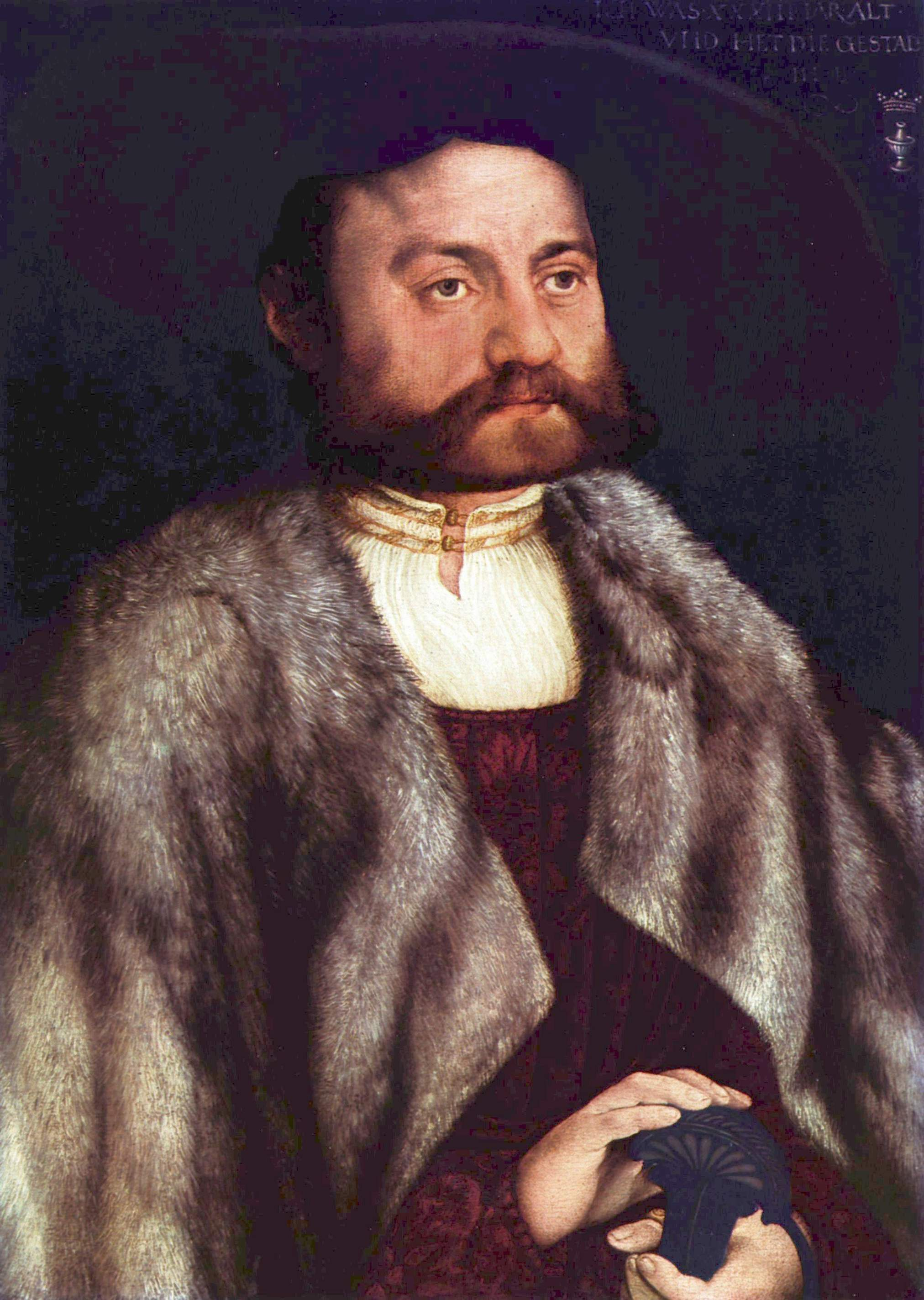
Eitel Hans Besserer I. von Schnürpflingen um 1529, von Martin Schaffner, um 1530

Während des 14. und 15. Jahrhunderts konnten sich mehrere Linien zu Ulm, Wattenweiler, Rohr, Memmingen, Ravensburg und Schnürpflingen bilden, die aber bis zum 17. Jahrhundert, bis auf die Ulmer Linie, wieder erloschen. Von 1529 bis 1557 war die Familie im Besitz der Eisenwerke im Brenztal. Wegen des Besitzes bzw. Teilbesitzes von Schnaitheim gehörten die Besserer 1628/29 zur Reichsritterschaft im Ritterkanton Kocher des Schwäbischen Ritterkreises. Außerdem waren Angehörige der Familie in den Ritterkantonen Donau und Hegau immatrikuliert.
Bernhard Besserer von Rohr (1471–1542) war Bürgermeister als in Ulm die Reformation eingeführt wurde, was durch seine bedachte Politik ohne Unruhen geschah. Bernhard war 1529 Mitunterzeichner der Protestation zu Speyer und vertrat die Stadt Ulm auf den Reichstagen. Er wurde vom Reformator Johannes Oekolampad als Orakel des Rates bezeichnet. Sein Sohn Georg Besserer († 1582) unterschrieb 1555 als Bürgermeister von Ulm den Augsburger Reichs- und Religionsfrieden. Sebastian Besserer, ein Neffe von Bernhard, gehörte wahrscheinlich zu den Mitverfassern einer Bittschrift von 17 Ulmer Patriziergeschlechtern an Karl V. Sie baten darin den Kaiser um Bestätigung ihres Adels. Am 29. Oktober 1552 zu Diedenhofen bestätigte Kaiser Karl V. dem Ulmer Patriziergeschlecht Besserer den rittermäßigen Reichsadelsstand. Bereits am 27. März 1542 zu Speyer erhielt Georg Besserer eine erbländisch-österreichische Wappenbesserung.
Eitel Eberhard Besserer († 1575) erwarb 1540 Oberthalfingen (heute Ortsteil von Ulm) mit Gesundbrunnen, Burgstall, Haus, Hofreite und Kapelle. Seine Nachkommen nannten sich Besserer von Thalfingen. Das Schloss wurde schon 1540 neu errichtet, die Anlagen des Bades wurden erneuert und die Quelle eingefasst. Sein gleichnamiger Urenkel Eitel Eberhard II. Besserer von Thalfingen († 1626) war der Stammvater der älteren und jüngeren Hauptlinie der Familie. Eitel Eberhard heiratete Katharina von Rehlingen und hinterließ zwei Söhne.

#### Ältere Linie
Marcus Philipp Besserer von Thalfingen (1594–1631), der ältere Sohn von Eitel Eberhard und Katharina, war der Stifter der älteren Linie. Zahlreiche Angehörige aus dieser Linie, die im Ulm ansässig blieb, traten während des 19. Jahrhunderts in königlich württembergische Staatsdienste.
Marcus Philipps Enkel Christoph Heinrich und Ferdinand teilten die ältere Linie in zwei Äste, von denen der erste Ast Anfang des 19. Jahrhunderts erlosch. Aus dem zweiten Ast kam Philipp Jacob Besserer von Thalfingen, der 1802 als pensionierter Obervogt der Stadt und Herrschaft Geislingen verstarb. Sein Sohn Benedict Besserer von Thalfingen (1779–1831) wurde Revierförster zu Söflingen. Er hinterließ aus zwei Ehen 13 Kinder, fünf Söhne und sieben Töchter.
1940, mit dem Tod des königlich württembergischen Oberstleutnants außer Dienst Konrad Besserer (* 1858), starb auch dieser Ast und damit die ältere Linie im Mannesstamm aus. Der Stammsitz zu Thalfingen blieb bis zum Tod seiner ledigen Tochter Martha (1891–1980) im Besitz der Familie.

#### Jüngere Linie
Die jüngere Linie stiftete Marcus Conrad Besserer von Thalfingen (1598–1684), der jüngere Bruder von Marcus Philipp. Aus dieser Linie kam unter anderem der Altbürgermeister Marx Christoph Besserer von Thalfingen (1678–1738), der am 11. Februar 1738 durch einen Mordanschlag seines Amtskollegen Albrecht Harsdörfer verstarb. Nach dem Ende der reichsstädtischen Zeit standen Mitglieder der jüngeren Linie vor allem in königlich bayerischen Staats- und Militärdiensten. Die Brüder Albrecht Philipp und Albrecht Conrad teilten die jüngere Linie in einen älteren und jüngeren Ast.
Aus dem ersten Ast der jüngeren Linie kam Marcus Philipp Besserer von Thalfingen (* 1768), der 1807 als Oberamtmann zu Langenau und Vogt von Stubersheim starb. Aus seiner Ehe mit Regina Veronica von Neubronn gingen drei Söhne und eine Tochter hervor. Der älteste Sohn Albrecht Besserer von Thalfingen (* 1786) wurde königlich bayerischer Generalmajor und Generaladjutant von König Ludwig I. von Bayern. Von 1838 bis zu seinem Tod 1839 war er kurzzeitig Kriegsminister. 1817 wurden er und seine Nachkommen in den bayerischen Freiherrenstand erhoben. 1838 erhielten er und seine Brüder Marcus Christoph und Franz Daniel Besserer von Thalfingen den württembergischen Freiherrenstand.
Die jüngere Linie erlosch 2004 mit dem Tod von Albrecht Besserer von Thalfingen (* 1924). Mit ihm starb die alte Familie Besserer im Mannesstamm aus. Albrechts Tochter Amelie Besserer Freiin von Thalfingen (* 1959) heiratete im Jahr 1984 am Chiemsee Heinrich IX. Prinz Reuß (* 1947), einen Sohn von Heinrich I. Prinz Reuß-Köstritz und Woizlawa-Feodora Prinzessin Reuß, mit dem sie eine Tochter und einen Sohn bekam.

### Standeserhebungen
Albrecht Besserer von Thalfingen (1787–1839), königlich bayerischer Generalmajor und späterer Kriegsminister, wurde am 5. Mai 1817 in den bayerischen Freiherrenstand erhoben. Seine Immatrikulation bei der Freiherrenklasse der Adelsmatrikel im Königreich Bayern erfolgte am 24. Juni 1817. Er und seine Brüder Marcus Christoph, königlich württembergischer Oberförster, und Franz Daniel Besserer von Thalfingen, königlich württembergischer Major außer Dienst, erhielten am 27. September 1838 den württembergischen Freiherrenstand.

## Wappen

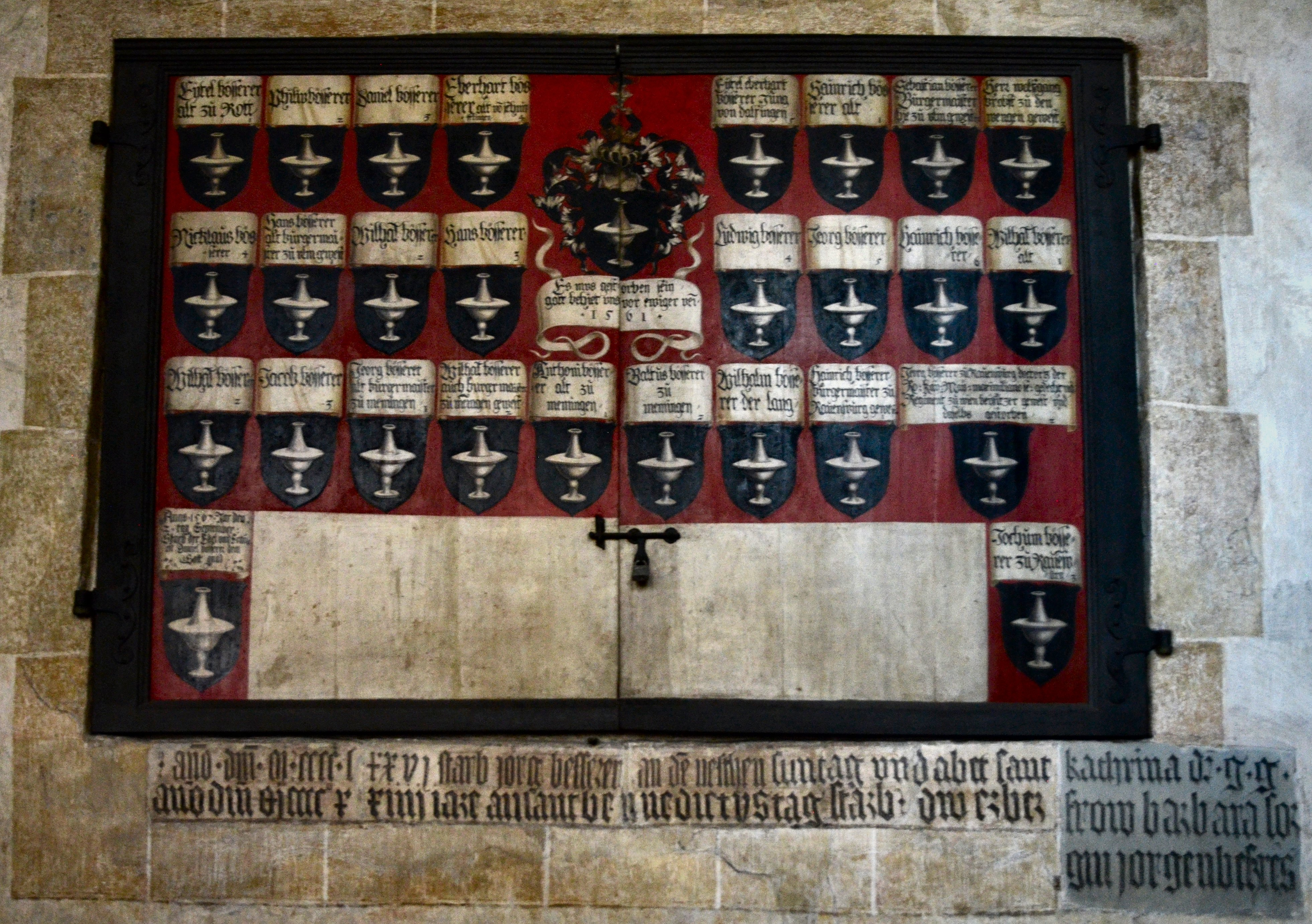
Epitaph mit Bessererwappen in der Bessererkapelle des Ulmer Münsters

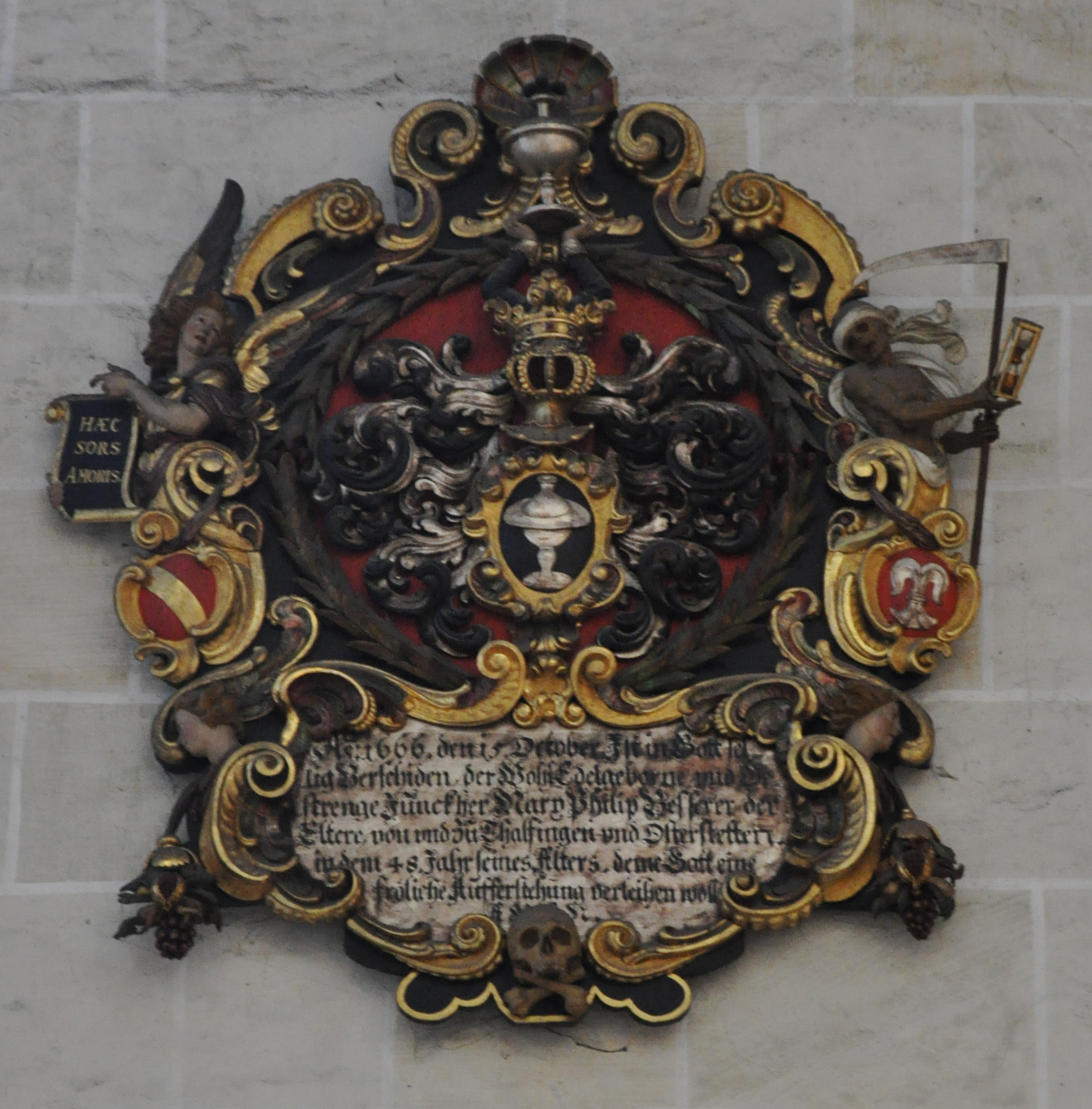
Totenschild des Marx Philipp Besserer 1666

Das Stammwappen zeigt in Schwarz einen silbernen Becher. Auf dem Helm mit schwarz-silbernen Helmdecken zwei schwarz-gekleidete Arme, mit den Händen den mit drei schwarzen Straußenfedern besteckten Becher haltend.

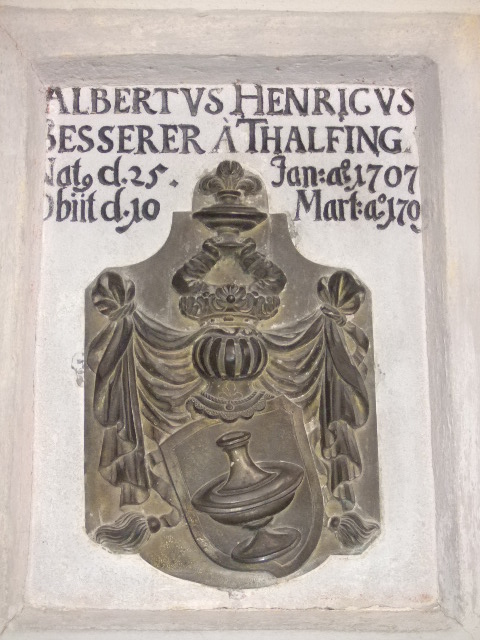
Grabmal der Familie Besserer von Thalfingen in der St.-Lambertus-Kirche in Bernstadt
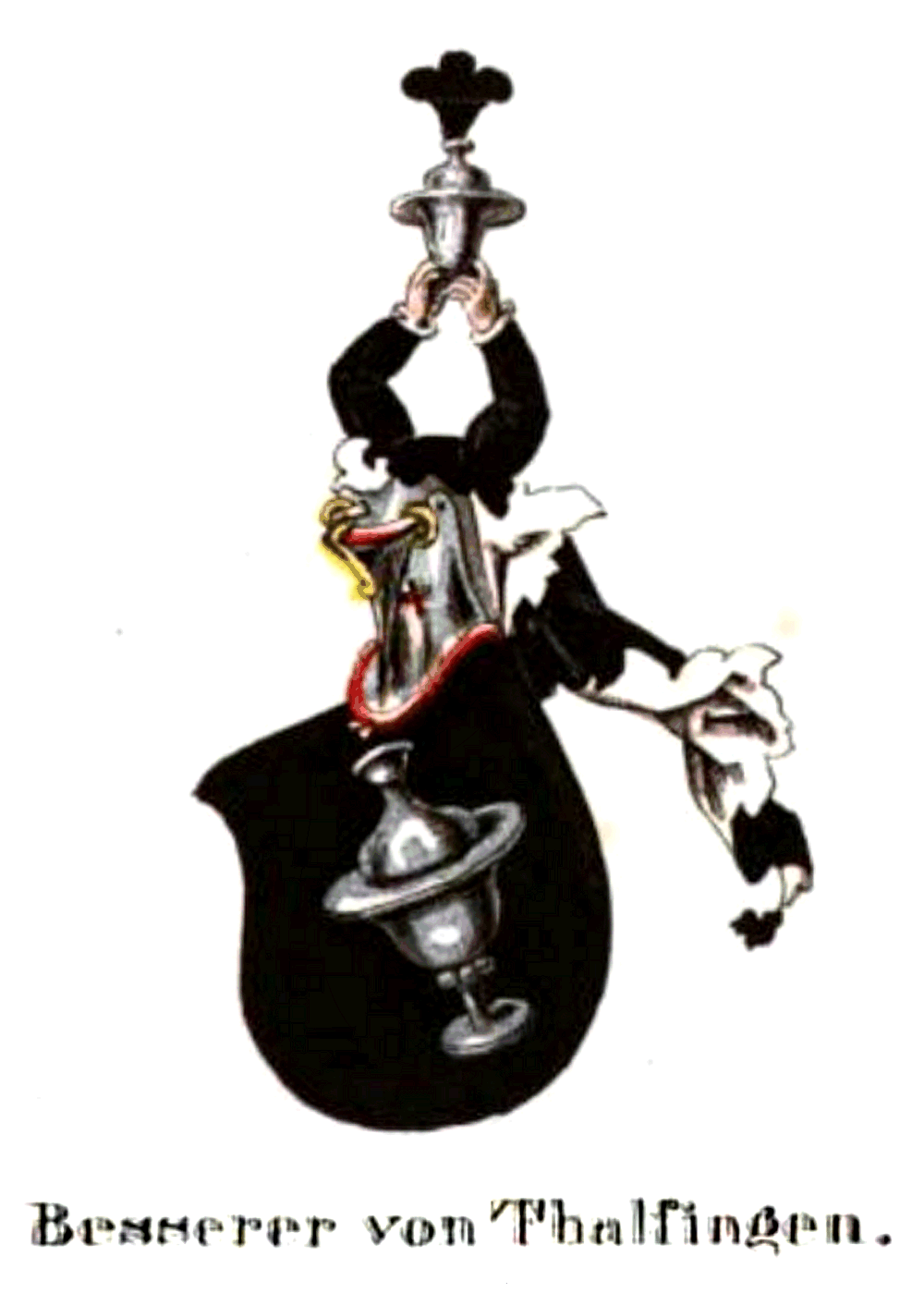
Abbildung im Württembergischen Wappenbuch von Leonhard Dorst von 1846
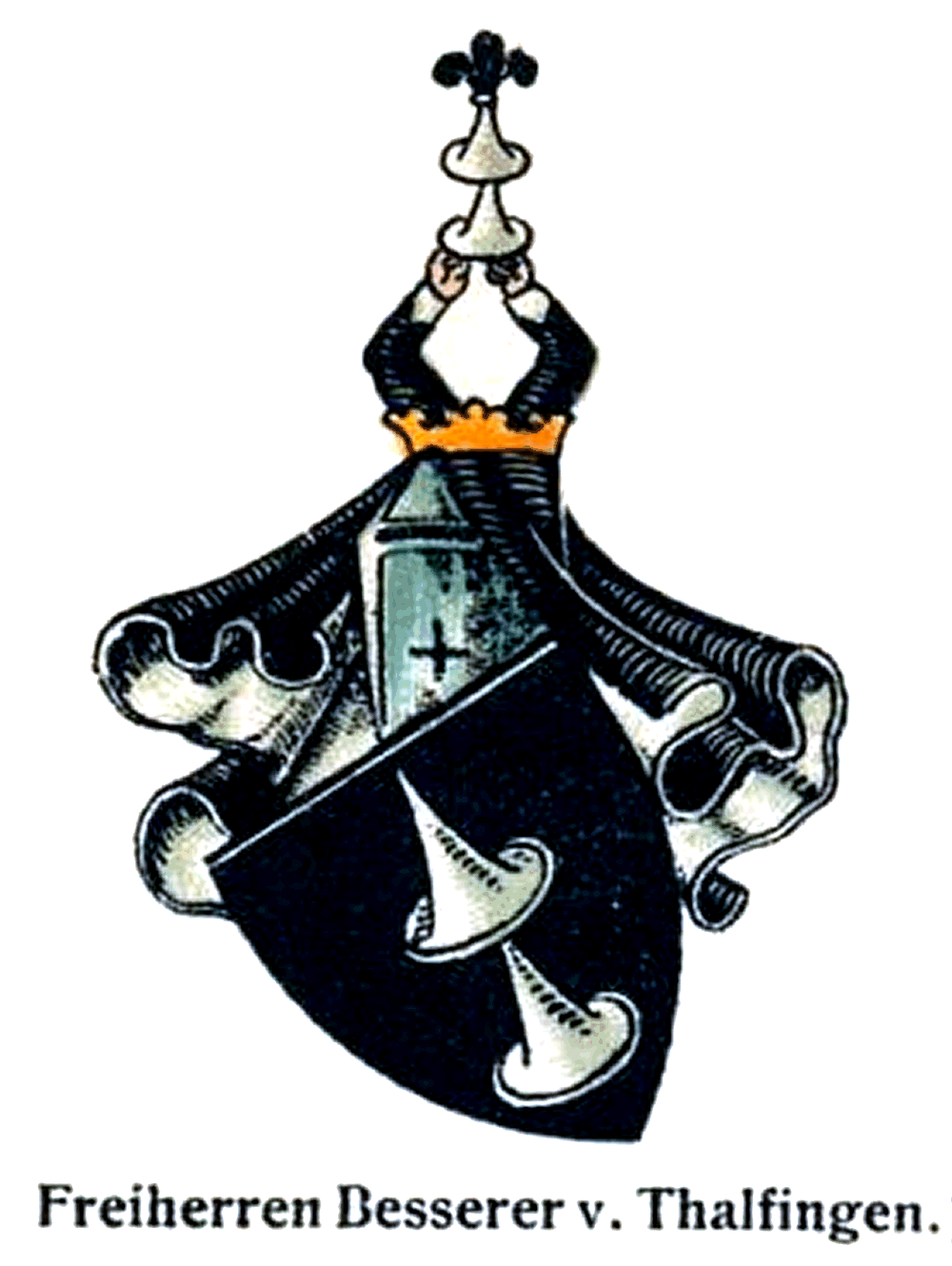
Abbildung in der Wappensammlung von Adolf Matthias Hildebrandt
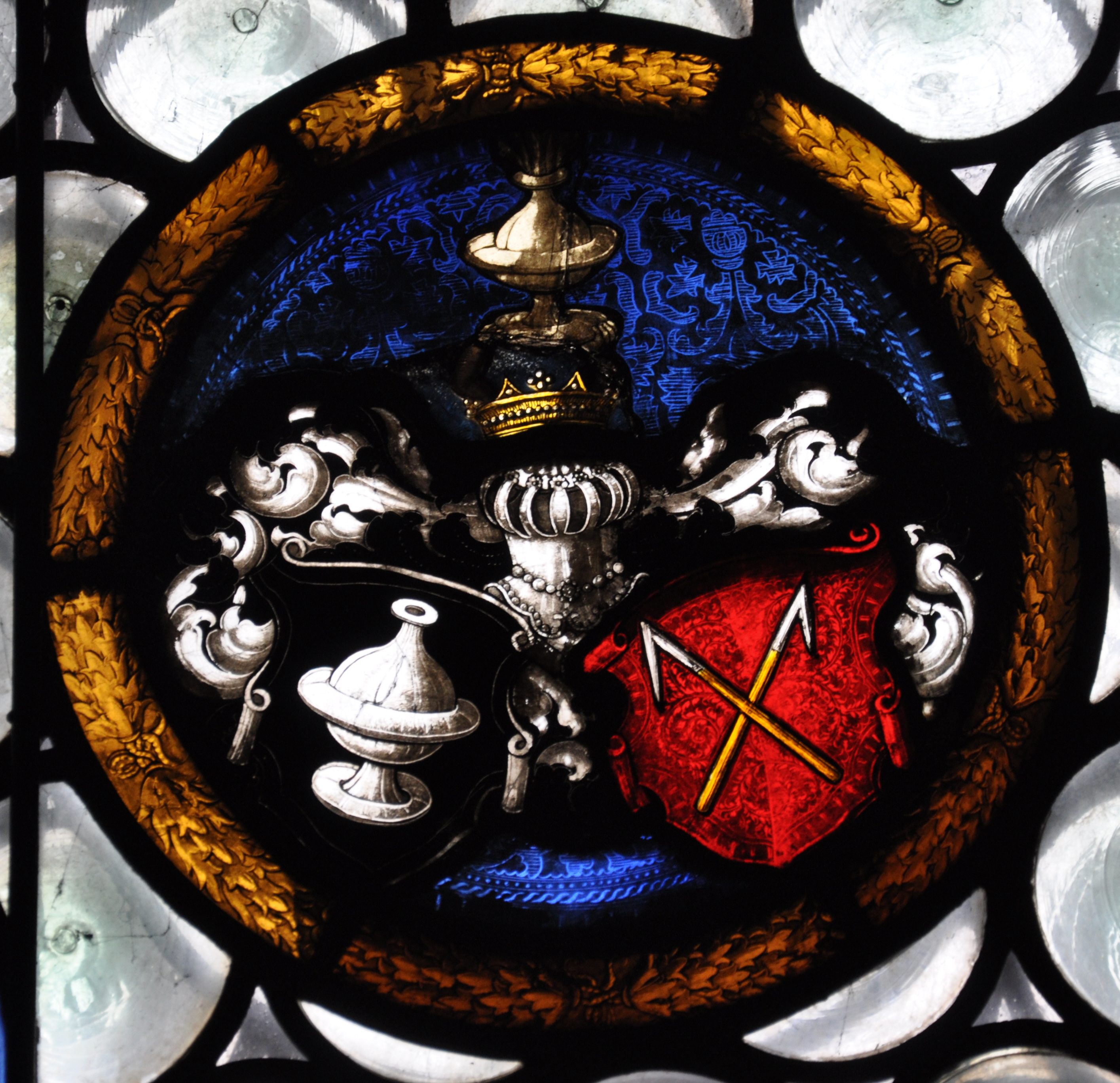
Allianzwappen Besserer-Ehinger in der Bessererkapelle des Ulmer Münsters
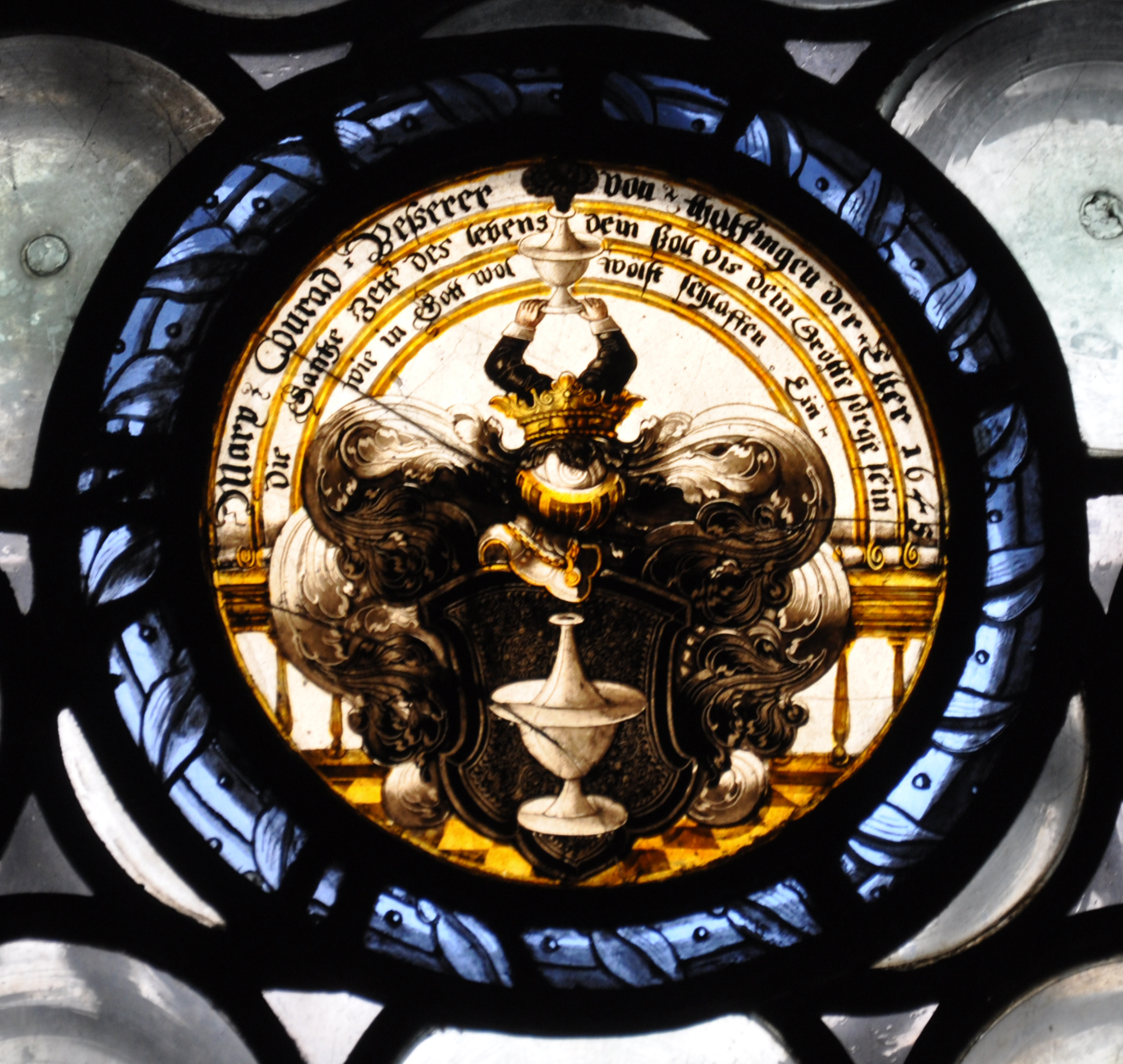
Wappen Marx Conrad Besserer 1645
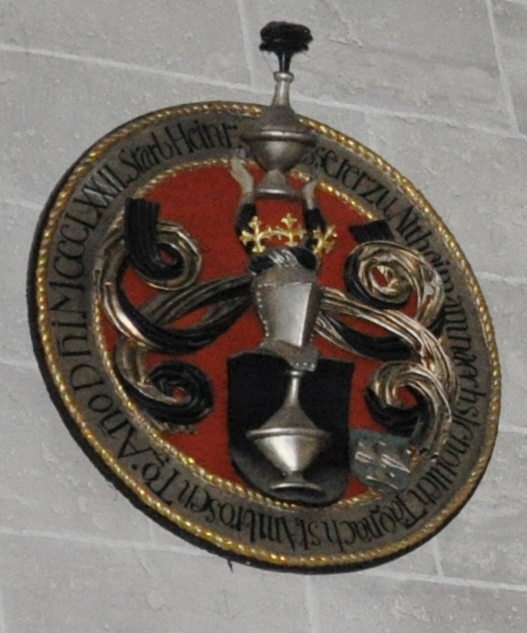
Totenschild von Heinrich Besserer 1372 im Ulmer Münster

## Bekannte Familienmitglieder
- Albrecht Besserer von Thalfingen (1787–1839), bayerischer Generalmajor und 1838/39 Kriegsminister
- Bernhard Besserer von Rohr (1471–1542), Bürgermeister oder Fünfer von Ulm 1514/39
- Johann Jakob Besserer von Thalfingen (1753–1834), Bürgermeister von Augsburg 1807/13
- Marx Christoph Besserer von Thalfingen (1678–1738), Bürgermeister von Ulm
- Maximilian Besserer von Thalfingen (1820–1903), bayerischer Generalmajor